# Glorieta de los Lotos

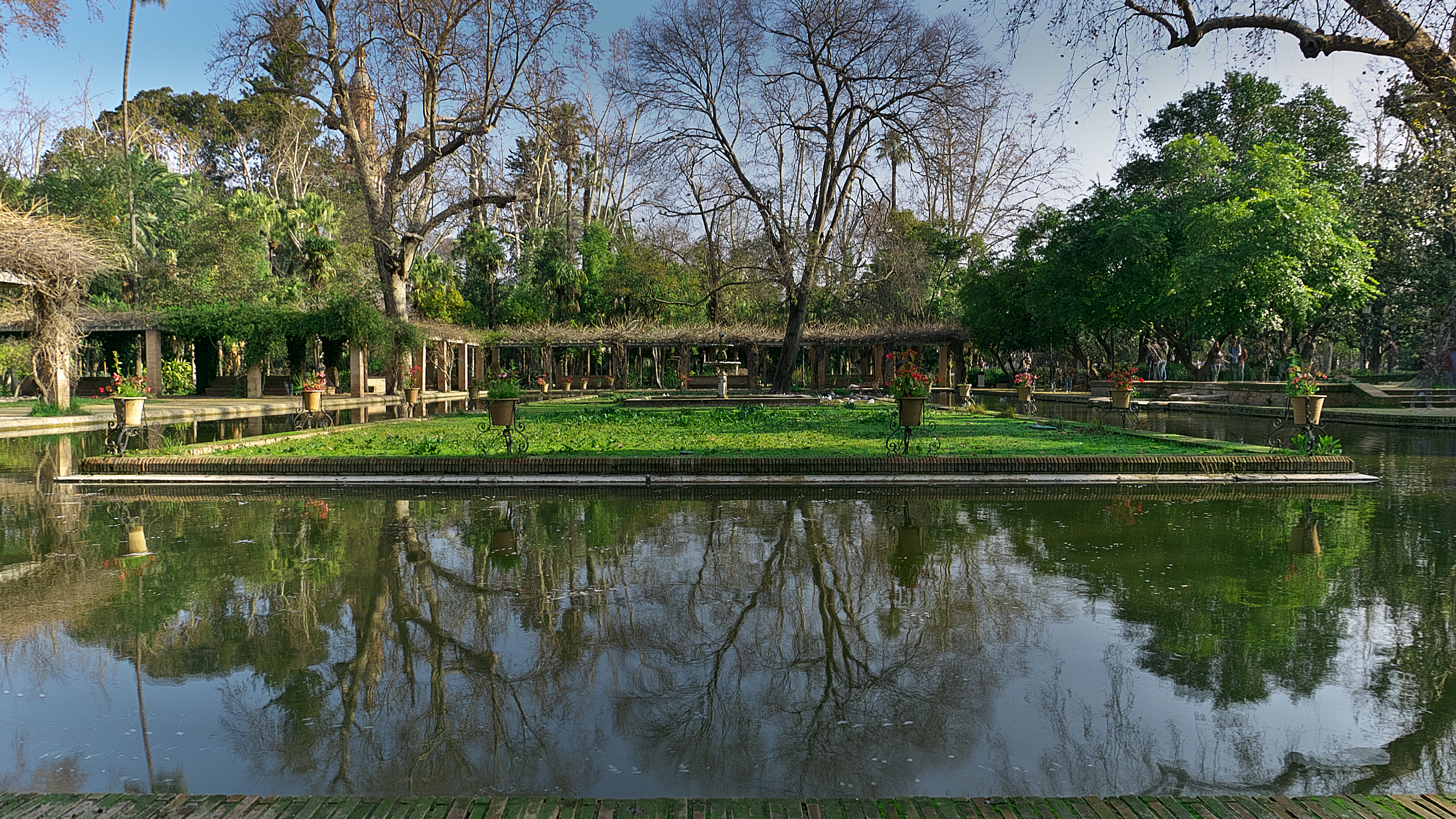
Estanque de la glorieta.

La glorieta de los Lotos se encuentra en el parque de María Luisa, Sevilla, Andalucía, España.

## Características
Cuenta con un estanque y unas pérgolas. Cerca de este lugar está la glorieta de la Infanta María Luisa.
El estanque tiene forma rectangular y está presidido por una fuente de piedra. En el estanque hay lotos. Las pérgolas de alrededor del estanque tienen varias especies vegetales enredaderas, como hiedras, bignonias, jazmines del Cabo, solandras, parras, jazmines y otras.
La glorieta cuenta con un gran plátano de sombra. También hay parasoles de la China, laureolas y un grupo de celindas.

## En la cultura popular
En 1970 el grupo de rock Smash tituló un álbum como Glorieta de los Lotos. Una de las canciones del álbum tenía el mismo título.